# セバスティアン・ペレイラ
セバスティアン・ペレイラ（Sebastian Pereira　1976年7月17日- ）はブラジルのリオデジャネイロ出身の柔道選手。階級は73kg級。身長176cm。

## 人物
1995年の世界選手権71kg級で5位になった。1996年のアトランタオリンピックでも5位となった。世界ジュニアでは優勝を飾った。1997年のパンナム選手権では2位だった。1999年のパンアメリカン競技大会73kg級で3位になると、世界選手権でも銅メダルを獲得した。2000年のシドニーオリンピックにはティアゴ・カミロとの代表争いに敗れて出場できなかった。世界軍人選手権大会では優勝した。

## 主な戦績
71kg級での戦績
- 1995年 - 世界選手権　5位
- 1996年 - 正力国際　3位
- 1996年 - アトランタオリンピック　5位
- 1996年 - 世界ジュニア　優勝
- 1997年 - パンナム選手権　2位
- 1997年 - 世界軍人選手権大会　3位

73kg級での戦績
- 1999年 - パンアメリカン競技大会　3位
- 1999年 - ミリタリーワールドゲームズ　3位
- 1999年 - 世界選手権　3位
- 2000年 - 世界軍人選手権大会　優勝